# Landgericht Werdenfels
Das Landgericht Werdenfels war ein Landgericht älterer Ordnung mit Sitz in Garmisch, das von 1803 bis 1879 bestand. Die Landgerichte waren im Königreich Bayern Gerichts- und Verwaltungsbehörden, die 1862 in administrativer Hinsicht von den Bezirksämtern und 1879 in juristischer Hinsicht von den Amtsgerichten abgelöst wurden.

## Geschichte
Die Grafschaft Werdenfels im heutigen Werdenfelser Land war eine Reichsgrafschaft im Besitz des Hochstifts Freising. 1803 endete mit der Säkularisation in Bayern die Herrschaft des Hochstifts Freising, die Grafschaft Werdenfels kam an Bayern.
Im Jahr 1803 wurde im Verlauf der Verwaltungsneugliederung Bayerns das Landgericht Werdenfels errichtet. Das neu gegründete Landgericht gehörte ursprünglich zum Innkreis und kam nach dessen Auflösung 1818 zum Isarkreis, der 1838 in Oberbayern umbenannt wurde.
Das Landgericht umfasste die Gemeinden Eschenlohe, Ettal, Farchant, Garmisch (Markt), Grainau (Ober- und Untergrainau), Krün, Mittenwald (Markt), Oberammergau, Oberau, Ohlstadt, Partenkirchen, Schwaigen, Unterammergau, Wallgau und Wamberg.
Das Bezirksamt Werdenfels entstand im Jahr 1862 aus dem flächengleichen Landgericht Werdenfels. Es wurde am 20. Oktober 1879 in „Bezirksamt Garmisch“ umbenannt.
Anlässlich der Einführung des Gerichtsverfassungsgesetzes am 1. Oktober 1879 wurde das Amtsgericht Werdenfels errichtet, dessen Sprengel aus dem Landgerichtsbezirk gebildet wurde.